# Reel FX Creative Studio
 (juin 2020).
Si vous disposez d'ouvrages ou d'articles de référence ou si vous connaissez des sites web de qualité traitant du thème abordé ici, merci de compléter l'article en donnant les références utiles à sa vérifiabilité et en les liant à la section « Notes et références ».
Reel FX Creative Studio est un studio numérique de production cinématographique et télévisuelle américain basé à Dallas au Texas et à Santa Monica en Californie. Le studio développe et produit des films d'animation, des courts-métrages et des expériences en réalité virtuelle. Le premier film d'animation qu'elle produit, Drôles de dindes, sort en 2013. Le second, La Légende de Manolo, sort en 2014 et reçoit plusieurs nominations comme le Golden Globe du meilleur film d'animation.

## Filmographie

### Productions
- 2002 : Dream Hackers
- 2003 : G.I. Joe: Spy Troops
- 2004 : Les Sorcières d'Halloween 3
- 2004 : G.I. Joe: Valor vs. Venom
- 2005 : Action Man, le film
- 2006 : Boz: Colors and Shapes
- 2006 : Boz: Adventures in Imagination
- 2006 : The Very First Noel
- 2007 : Transformers, le jeu
- 2007 : Thank You God for B-O-Zs and 1-2-3s!
- 2008 : Start Singing with Boz
- 2008 : The Simpsons Ride
- 2008 : Les Rebelles de la forêt 2
- 2008 : Kung Fu Panda : Les Secrets des cinq cyclones
- 2008 : Journey to the Center of the Barnett Shale
- 2009 : Les Contes du vaisseau noir
- 2009 : Live Music
- 2010 : Coyote Falls
- 2010 : Fur of Flying
- 2010 : Les Rebelles de la forêt 3
- 2010 : The Racing Legends
- 2010 : Rabid Rider
- 2011 : L'Âge de glace fête Noël
- 2011 : Transfer: Take Your Medicine
- 2011 : Humbugged: Rockettes to the Rescue
- 2011 : I Tawt I Taw a Puddy Tat
- 2012 : Daffy's Rhapsody
- 2012 : Dispicable Me: Minion Mayhem
- 2012 : Cirque du Soleil : Le Voyage imaginaire
- 2013 : Drôles de dindes
- 2014 : La Légende de Manolo
- 2015 : The Adventures of Chuy
- 2021 : Retour au bercail[1]

### Effets spéciaux
- 1996 : Barney's Talent Show
- 1998 : Au-delà de nos rêves
- 1999 : Angel
- 2000 : Buffy contre les vampires
- 2000 : Seul au monde
- 2001 : Ambush
- 2001 : Chosen
- 2001 : The Follow
- 2001 : Star
- 2002 : Dream Hackers
- 2002 : The Keyman
- 2002 : Spy Kids 2 : Espions en herbe
- 2002 : Firefly
- 2002 : En direct de Bagdad
- 2003 : Les Hommes du Pentagone
- 2003 : Exploring the Reef
- 2003 : Otage
- 2003 : Tout peut arriver
- 2004 : La Star idéale
- 2004 : Spider-Man 2
- 2004 : LAX
- 2004 : Les Sorcières d'Halloween 3
- 2005 : Le Manoir de la magie
- 2005 : On arrive quand ?
- 2005 : Faith of My Fathers
- 2005 : Quatre frères
- 2005 : Æon Flux
- 2006 : Rune
- 2006 : The Holiday
- 2006 : Le Petit Monde de Charlie
- 2006 : Black Snake Moan
- 2007 : TMNT : Les Tortues Ninja
- 2007 : Il était une fois
- 2007 : Le Merveilleux Magasin de Mr. Magorium
- 2008 : Princesse
- 2008 : Call & Response
- 2008 : De mémoire de Père Noël
- 2010 : Kung Fu Nanny
- 2011 : Bernie
- 2012 : Chores
- 2013 : As Cool as I Am
- 2013 : Parkland
- 2013 : Louder than Words
- 2016 : Everybody Wants Some!!

### Distribution
- 2006 : Boz: Colors and Shapes
- 2006 : Boz: Adventures in Imagination
- 2006 : The Very First Noel
- 2010 : The Racing Legends

### Autre
- 2001 : Bleu profond
- 2004 : Halo 2
- 2005 : Le Manoir de la magie
- 2005 : Robots
- 2005 : Charlie et la Chocolaterie
- 2005 : Age of Empires III
- 2006 : The Wild
- 2006 : The Da Vinci Code
- 2006 : Pour le meilleur et pour le pire
- 2006 : Everyone's Hero
- 2006 : SOCOM: U.S. Navy SEALs - Fireteam Bravo 2
- 2006 : SOCOM: U.S. Navy SEALs - Combined Assault
- 2006 : Battlezone
- 2007 : American Fork
- 2007 : Stranglehold
- 2007 : Le Merveilleux Magasin de Mr. Magorium
- 2007 : Brothers in Arms: Hell's Highway
- 2009 : Paper Man
- 2010 : Les Rebelles de la forêt 3
- 2010 : Rabid Rider
- 2012 : Les Cinq Légendes
- 2013 : Les Zévadés de l'espace
- 2016 : Rock Dog
- 2018 : Scooby-Doo
- 2019 : Le monde secret de Emojis 2